# Loudetiopsis
Loudetiopsis és un gènere de plantes de la família de les poàcies, ordre de les poals, subclasse de les commelínides, classe de les liliòpsides, divisió dels magnoliofitins.

## Taxonomia
- Loudetiopsis ambiens
- Loudetiopsis baldwinii
- Loudetiopsis capillipes
- Loudetiopsis chevalieri
- Loudetiopsis chrysothrix